# Alleyrat (Creuse)
Alleyrat település Franciaországban, Creuse megyében. Lakosainak száma 141 fő (2022. január 1.). Alleyrat Aubusson, Blessac, Saint-Maixant és Saint-Médard-la-Rochette községekkel határos.

## Népesség
A település népességének változása:
| Lakosok száma | 205  | 174  | 169  | 153  | 147  | 146  | 143  | 139  | 138  | 141  |
|               | 1968 | 1982 | 1990 | 2006 | 2013 | 2015 | 2017 | 2019 | 2020 | 2022 |